# مارك كاربليس
مارك ماري روبرت كاربليس (بالإنجليزية: Mark Karpelès)؛ (من مواليد 1 يونيو 1985)، المعروف أيضًا باسمه المستعار على الإنترنت ماجيكال توكس (MagicalTux)، هو الرئيس التنفيذي السابق لبورصة البيتكوين إم تي جوكس ولد في فرنسا وانتقل إلى اليابان عام 2009. وُلِد في تشينوف بفرنسا، ونشأ في ديجون.